# First Step
First Step è il primo album in studio del gruppo musicale britannico Faces, pubblicato nel 1970.

## Tracce
- Side 1

1. Wicked Messenger (Bob Dylan) - 4:05
2. Devotion (Ronnie Lane) - 4:54
3. Shake, Shudder, Shiver (Lane, Ronnie Wood) - 3:14
4. Stone (Lane) - 5:38
5. Around the Plynth (Rod Stewart, Wood) - 5:56

- Side 2

1. Flying (Lane, Stewart, Wood) - 4:15
2. Pineapple and the Monkey (Wood) - 4:23
3. Nobody Knows (Lane, Wood) - 4:05
4. Looking out the Window (Kenney Jones, Ian McLagan) - 4:59
5. Three Button Hand Me Down (McLagan, Stewart) - 5:44

## Formazione
- Kenney Jones - batteria
- Ronnie Lane - basso, chitarra, voce, cori
- Ian McLagan - piano, organo, cori
- Rod Stewart - voce, cori, banjo
- Ronnie Wood - chitarre, armonica, cori
- Martin Birch - ingegnere